# Jorge de Albuquerque Coelho
Jorge de Albuquerque Coelho (Olinda, 23 de abril de 1539 – c. 1596) foi um administrador colonial português, filho de Duarte Coelho, donatário da capitania de Pernambuco e de D. Brites de Albuquerque, nascido em Olinda, cidade fundada por seu pai.
Bento Teixeira dedicou seu poema épico "Prosopopeia", sobre as façanhas da família Albuquerque, a Jorge de Albuquerque Coelho, então governador de Pernambuco. A obra foi publicada em 1601, em Lisboa.

## Biografia
Em 1554, enquanto estudava em Portugal, morre seu pai. Em 1560, regressou ao Brasil juntamente com seu irmão primogênito, Duarte Coelho de Albuquerque. Com o irmão, combateu  os indígenas e atuou na exploração dos rios e das florestas. Ele próprio explorou uma grande parte do curso do rio São Francisco.
Em 1565, regressou a Portugal no navio Santo António, realizando uma viagem das mais tormentosas. A descrição dessa infeliz travessia figura na História trágico-marítima e provavelmente deu origem à lenda e à cantiga popular "A Nau Catrineta". Depois de porfiada resistência contra um corsário francês, sofreu tamanhos temporais que ficou em mísero estado, sucedendo, para cúmulo de desventuras, que os franceses, seus vencedores, depois de roubarem tudo ao navio português, até a bússola, o abandonaram avariado e quase sem governo à fúria dos mares. Navegando ao acaso e sem probabilidade de chegar a um porto, os tripulantes já lançavam sortes para ver qual seria comido pelos companheiros, quando, por milagre, chegaram à terra portuguesa.
Em 1578, Jorge foi encarregado, no exército do rei D. Sebastião, do comando de uma coluna de cavalaria. Portou-se com valor na batalha de Alcácer-Quibir, defendeu seu rei e quando este, tendo-lhe morrido o cavalo, se achou a pé no meio dos mouros, cedeu-lhe seu próprio cavalo, perdendo as esperanças de salvação. Ferido, foi levado prisioneiro para Fez, onde sofreu uma dolorosa operação nas pernas, que o deixou aleijado para sempre. Resgatado no tempo do domínio espanhol, voltou para o Reino de Portugal, mais venturoso do que seu irmão que morreu cativo.
Pelo falecimento deste irmão havia herdado a capitania de Pernambuco, mas isso de nada lhe servia, inválido sem poder defendê-la contra as agressões dos índios, indigente para sustentá-la e desenvolvê-la. O rei Filipe I, desejando cativá-lo, esquivo às suas ordens, ofereceu-lhe auxílio para manter a província. Aceitou-os Jorge de Albuquerque para não desbaratar o patrimônio de seus filhos, mas sem voltar a Pernambuco, se fez representar em Olinda por seu filho Duarte, logo que este atingiu idade própria.
Permaneceu em Portugal, escrevendo estudos e algumas memórias sobre as guerras da exploração do Brasil até sua morte, que ocorreu depois de 1596, provavelmente no início do século XVII.
Tornou-se célebre em primeiro lugar pelas desgraças, entre as quais avulta principalmente sua desastrosa viagem marítima vindo do Brasil; em segundo lugar, pelo brio e abnegação na batalha de Alcácer-Quibir, dando, em época já eivada pelo egoísmo, um exemplo notável de patriotismo e de coragem.

## Dados genealógicos
Segundo António Caetano de Sousa, em sua «História Genealógica da Casa Real Portuguesa», tomo 13, página 227, casou-se com D. Catarina da Silva, descendente por bastardia do rei D. Afonso III, e tiveram filhos:
- Duarte de Albuquerque Coelho, que foi batizado com o mesmo nome de seu tio paterno e se tornou senhor de Pernambuco. Casou-se com D. Joana de Castro, a qual morreu em 2 de abril de 1631 deixando uma única filha, D. Maria Margarida de Castro e Albuquerque, esposa de D. Miguel de Portugal, 6º conde de Vimioso.
- D. Brites, morta em tenra idade.
- Matias de Albuquerque, 1º conde de Alegrete, que foi do Conselho de Estado, Governador das Armas da Província do Alentejo, insigne general. Morto em 9 de junho de 1647, jaz na Trindade e deixou geração de seu casamento com D. Catarina Bárbara de Noronha.